# George Washington (film)
George Washington è un film del 2000 diretto da David Gordon Green, vincitore come miglior film al Toronto Film Festival e al Torino Film Festival.

## Trama
Il film racconta la storia di alcuni ragazzi di 12 anni che vivono nel Carolina del Nord. La tragedia accade quando George uccide accidentalmente Buddy. La combriccola decide di aiutare il compagno George e di nascondere il corpo di Buddy.

## Riconoscimenti
- Torino Film Festival
  - Miglior film